# Copa de la Reina de fútbol 2021-22
La Copa de la Reina 2021-22 fue la 40.ª edición del campeonato, la cual se disputa entre el 24 de septiembre de 2021 y el 29 de mayo de 2022.

## Formato
Estará compuesta por los 18 conjuntos que conformaron la temporada anterior la Primera División, los 26 de Segunda sin contar con los filiales y los 4 campeones de la Fase de Ascenso de Primera Nacional a Segunda. Los emparejamientos se llevarán a cabo por sorteo, enfrentándose, hasta donde sea posible, los clubes de mayor categoría frente a los de menor. Cuando se trate de clubes adscritos a divisiones distintas, se jugará en el campo del de menor categoría, siempre y cuando, cumpla las normativas de la RFEF. Si se miden 2 clubes de la misma categoría actuará como local el primer club en salir del sorteo. Las eliminatorias serán a partido único.

## Fechas y formato
| Ronda                  | Fecha de sorteo          | Fecha                        | Partidos | Clubes      | Detalles de formato |
| ---------------------- | ------------------------ | ---------------------------- | -------- | ----------- | --- |
| Primera ronda          | 24 de septiembre de 2021 | 6 y 7 de octubre de 2021     | 15       | 31 → 16     | Incorporaciones: Grupo A (Equipos de 1.ª Nacional) y Grupo B (Equipos de 2.ª División). Formato del sorteo: Hasta donde sea posible, los clubes de inferior categoría contra los de mayor categoría que hayan superado la eliminatoria anterior, siendo los clubes distribuidos en tantas copas como categorías participen en esta eliminatoria de la competición. Equipo local: Los partidos se disputaron en las instalaciones deportivas del club de categoría inferior y, si fueren de la misma, en las de los clubes cuya bola hubiera sido extraída en primer lugar. Tipo de eliminatoria: Partido único. |
| Segunda ronda          | 15 de octubre de 2021    | 10 y 11 de noviembre de 2021 | 8        | 16 → 8 (+8) | Formato del sorteo: Hasta donde sea posible, los clubes de inferior categoría contra los de mayor categoría que hayan superado la eliminatoria anterior, siendo los clubes distribuidos en tantas copas como categorías participen en esta eliminatoria de la competición. Equipo local: Los partidos se disputaron en las instalaciones deportivas del club de categoría inferior y, si fueren de la misma, en las de los clubes cuya bola hubiera sido extraída en primer lugar. Tipo de eliminatoria: Partido único |
| Dieciseisavos de final | 7 de enero de 2022       | 26 y 27 de enero de 2022     | 8        | 16 → 8 (+8) | Incorporaciones: Grupo C (Equipos de 1.ª División que quedaron en las posiciones 9.º, 10.º, 11.º, 12.º, 13.º y 14.º la temporada anterior y los dos ascendidos de la 2.ª División). Formato del sorteo: Serán emparejados los ocho clubes de Primera División RFEF de Fútbol Femenino con los 8 adscritos a Segunda División RFEF de Fútbol Femenino o Primera División Nacional de Fútbol Femenino que hayan superado la eliminatoria anterior, comenzando por los que ostenten menor categoría. Equipo local: Los partidos se disputaron en las instalaciones deportivas del club de categoría inferior y, si fueren de la misma, en las de los clubes cuya bola hubiera sido extraída en primer lugar. Tipo de eliminatoria: Partido único.                          |
| Octavos de final       | 11 de febrero de 2022    | 2 y 3 de marzo de 2022       | 8        | 16 → 8      | Incorporaciones: Grupo D (Equipos de 1.ª División que quedaron en las 8 primera posiciones la temporada anterior). Formato del sorteo: Serán emparejados los ocho clubes de Primera División RFEF de Fútbol Femenino que se incorporan en esta eliminatoria con otros 8 de los adscritos a Primera División RFEF de Fútbol Femenino, Segunda División RFEF de Fútbol Femenino o Primera División Nacional de Fútbol Femenino que hayan superado la eliminatoria anterior, comenzando por los que ostenten menor categoría. Equipo local: Los partidos se disputaron en las instalaciones deportivas del club de categoría inferior y, si fueren de la misma, en las de los clubes cuya bola hubiera sido extraída en primer lugar. Tipo de eliminatoria: Partido único. |
| Cuartos de final       | 4 de marzo de 2022       | 16 y 17 de marzo de 2022     | 4        | 8 → 4       | Formato del sorteo: Hasta donde sea posible, los clubes de inferior categoría contra los de mayor categoría que hayan superado la eliminatoria anterior, siendo los clubes distribuidos en tantas copas como categorías participen en esta eliminatoria de la competición. Equipo local: Los partidos se disputaron en las instalaciones deportivas del club de categoría inferior y, si fueren de la misma, en las de los clubes cuya bola hubiera sido extraída en primer lugar. Tipo de eliminatoria: Partido único. |
| Semifinales            | TBD                      | 24 y 25 de mayo de 2022      | 2        | 4 → 2       | Formato del sorteo: Hasta donde sea posible, los clubes de inferior categoría contra los de mayor categoría que hayan superado la eliminatoria anterior, siendo los clubes distribuidos en tantas copas como categorías participen en esta eliminatoria de la competición. Equipo local: Los partidos se disputaron en las instalaciones deportivas del club de categoría inferior y, si fueren de la misma, en las de los clubes cuya bola hubiera sido extraída en primer lugar. Tipo de eliminatoria: Partido único. Campo: Estadio Santo Domingo, Alcorcón (Madrid). |
| Final                  | TBD                      | 29 de mayo de 2022           | 1        | 2 → 1       | Tipo de eliminatoria: Partido único. Campo: Estadio Santo Domingo, Alcorcón (Madrid). |

- Al ser eliminatorias a un solo partido, si se acaba en empate será decidido en el tiempo extra; y si el empate persiste, por una tanda de penaltis.

## Participantes
Participan los dieciséis equipos de Primera, los veintiséis de los treinta y dos equipos de Segunda al haber 6 filiales y cinco equipos de Primera Nacional. Se indica con el superíndice el grupo asignado en función de su clasificación en la temporada 2020-21:
- Grupo A: Compuesto por los clubes de Primera División Nacional de Fútbol Femenino que, sin tener enervado su derecho de participación por motivos de filialidad o dependencia, descendieron de Segunda División RFEF de Fútbol Femenino a Primera División Nacional de Fútbol Femenino.
- Grupo B: Compuesto por los clubes de Segunda División RFEF de Fútbol Femenino que no tengan enervado su derecho de participación por motivos de filialidad o dependencia.
- Grupo C: Compuesto por los 8 clubes de Primera División RFEF de Fútbol Femenino que hubieran quedado clasificados en los puestos 9, 10, 11, 12, 13 o 14 en la temporada anterior y los dos equipos que ascendieron de Segunda División RFEF de Fútbol Femenino a Primera División RFEF de Fútbol Femenino en la temporada anterior.
- Grupo D: Compuesto por los 8 clubes de Primera División RFEF de Fútbol Femenino que hubieran quedado clasificados en los puestos 1 al 8 en la temporada anterior.

| Temporada 2021-22 | | |
| 1.ª División (16 equipos) | 2.ª División (26 equipos) | 1.ª Nacional (5 equipos) |
| Athletic ClubGrupo C Atlético de MadridGrupo D Deportivo AlavésGrupo C F. C. BarcelonaGrupo D Levante U. D.Grupo D Madrid C. F. F.Grupo D Rayo VallecanoGrupo C Real BetisGrupo C Real Madrid C. F.Grupo D Real SociedadGrupo D Sevilla F. C.Grupo D S. D. EibarGrupo C Sporting de HuelvaGrupo C U. D. G. TenerifeGrupo D Valencia C. F.Grupo C Villarreal C. F.Grupo C | CDEF LogroñoGrupo B CD Pozoalbense FemeninoGrupo B Oviedo Moderno CFGrupo B RCD Espanyol de Barcelona SADGrupo B CDE Racing FéminasGrupo B Real Sporting de Gijón SADGrupo B RC Deportivo de La Coruña SADGrupo B CE SeagullGrupo B Real Unión de TenerifeGrupo B CD Santa TeresaGrupo B CD FemarguínGrupo B SE AEMGrupo B Alhama CFGrupo B CF Femenino CáceresGrupo B Zaragoza CF FemeninoGrupo B CD Alba Fundación FemeninoGrupo B CD Castellón SADGrupo B FC Levante Las PlanasGrupo B CD Fundación Osasuna FemeninoGrupo B Córdoba CFGrupo B Elche CF SADGrupo B CD Juan GrandeGrupo B FF La SolanaGrupo B CD PradejónGrupo B CD ParquesolGrupo B Granada CF SADGrupo B | CF Pozuelo de AlarcónGrupo A Club Peluquería Mixta FriolGrupo A UD Aldaia CFGrupo A Málaga CF SADGrupo A UD CollerenseGrupo A |

## Primera ronda
La primera ronda se disputó en eliminatorias a partido único 31 equipos clasificados. El equipo que salga en último lugar queda exento. El sorteo se celebró el 24 de septiembre de 2021.
| Local                             | Resultado    | Visitante                      |
| --------------------------------- | ------------ | ------------------------------ |
| DUX Logroño                       | Exento       |                                |
| U.D. Aldaia C.F.                  | 1–3          | Córdoba C.F.                   |
| Unión Deportiva Collerense        | 0–4          | Zaragoza C.F.F.                |
| Club de Fútbol Pozuelo de Alarcón | 1–9          | Real Club Deportivo ABANCA     |
| Club Peluquería Mixta Friol       | 4–2          | C.D.F. Osasuna Femenino        |
| Málaga Club de Fútbol             | 2–0          | Club Esportiu Seagull          |
| Real Club Deportivo Espanyol      | 1–0          | Club Deportivo Pozoalbense     |
| Granada Club de Fútbol            | 1–0          | Club Deportivo Castellón       |
| Real Unión de Tenerife            | 0–1          | Santa Teresa Club Deportivo    |
| Real Oviedo                       | 3–1          | Club Deportivo Femarguín       |
| C.D.E Racing Féminas              | 2–0          | Club Deportivo Parquesol       |
| Real Sporting de Gijón            | 1–3          | Alhama Club de Fútbol          |
| Club Polideportivo Cacereño       | 2–1          | Club Deportivo Pradejón        |
| Elche Club de Fútbol              | 1–2          | Secció Esportiva AEM           |
| Fútbol Femenino La Solana         | 1–1 (5:3 p.) | Fundación Albacete Femenino    |
| Club Deportivo Juan Grande        | 3–0          | Fútbol Club Levante Las Planas |

## Segunda ronda
La segunda ronda se disputó en eliminatorias a partido único 16 equipos clasificados. El sorteo se celebró el 15 de octubre de 2021.
| Local                       | Resultado    | Visitante                        |
| --------------------------- | ------------ | -------------------------------- |
| Club Peluquería Mixta Friol | 1–7          | C.D.E Racing Féminas             |
| Málaga Club de Fútbol       | 0–0 (4:2 p.) | Zaragoza Club de Fútbol Femenino |
| Secció Esportiva AEM        | 1–2          | Real Club Deportivo Espanyol     |
| Club Deportivo Juan Grande  | 2–0          | Club Polideportivo Cacereño      |
| DUX Logroño                 | 1–0          | Santa Teresa Club Deportivo      |
| Real Oviedo                 | 1–1 (5:4 p.) | Fútbol Femenino La Solana        |
| Real Club Deportivo ABANCA  | 0–1          | Granada Club de Fútbol           |
| Alhama Club de Fútbol       | 3–1          | Córdoba C.F.                     |

## Cuadro final
|  | Dieciseisavos de final | Dieciseisavos de final |                    |                    | Octavos de final          | Octavos de final          |   |  | Cuartos de final                      | Cuartos de final                      |   |  | Semifinales             | Semifinales             |   |  | Final              | Final              |  |
|  | 26 de enero de 2022    | 26 de enero de 2022    |                    |                    | 1, 2 y 3 de marzo de 2022 | 1, 2 y 3 de marzo de 2022 |   |  | 16, 17 de marzo y 24 de abril de 2022 | 16, 17 de marzo y 24 de abril de 2022 |   |  | 24 y 25 de mayo de 2022 | 24 y 25 de mayo de 2022 |   |  | 29 de mayo de 2022 | 29 de mayo de 2022 |  |
|  |                        |                        |                    |                    |                           |                           |   |  |                                       |                                       |   |  |                         |                         |   |  |                    |                    |  |
|  |                        |                        |                    |                    |                           |                           |   |  |                                       |                                       |   |  |                         |                         |   |  |                    |                    |  |
|  | DUX Logroño            | 0 (4)                  |                    |                    |                           |                           |   |  |                                       |                                       |   |  |                         |                         |   |  |                    |                    |  |
|  | DUX Logroño            | 0 (4)                  |                    |                    |                           |                           |   |  |                                       |                                       |   |  |                         |                         |   |  |                    |                    |  |
|  | Villarreal C. F. (p.)  | 0 (5)                  |                    |                    |                           |                           |   |  |                                       |                                       |   |  |                         |                         |   |  |                    |                    |  |
|  | Villarreal C. F. (p.)  | 0 (5)                  |                    | Villarreal C. F.   | 1                         |                           |   |  |                                       |                                       |   |  |                         |                         |   |  |                    |                    |  |
|  |                        |                        |                    | Villarreal C. F.   | 1                         |                           |   |  |                                       |                                       |   |  |                         |                         |   |  |                    |                    |  |
|  |                        |                        | Real Sociedad      | 2                  |                           |                           |   |  |                                       |                                       |   |  |                         |                         |   |  |                    |                    |  |
|  |                        |                        | Real Sociedad      | 2                  |                           |                           |   |  |                                       |                                       |   |  |                         |                         |   |  |                    |                    |  |
|  |                        |                        |                    |                    |                           |                           |   |  |                                       |                                       |   |  |                         |                         |   |  |                    |                    |  |
|  |                        |                        |                    |                    |                           |                           |   |  |                                       |                                       |   |  |                         |                         |   |  |                    |                    |  |
|  |                        |                        |                    |                    |                           | Real Sociedad             | 0 |  |                                       |                                       |   |  |                         |                         |   |  |                    |                    |  |
|  |                        |                        |                    |                    |                           |                           | 0 |  |                                       |                                       |   |  |                         |                         |   |  |                    |                    |  |
|  |                        |                        | F. C. Barcelona    | 3                  |                           |                           |   |  |                                       |                                       |   |  |                         |                         |   |  |                    |                    |  |
|  | Málaga C. F.           | 0                      | F. C. Barcelona    | 3                  |                           |                           |   |  |                                       |                                       |   |  |                         |                         |   |  |                    |                    |  |
|  | Málaga C. F.           | 0                      |                    |                    |                           |                           |   |  |                                       |                                       |   |  |                         |                         |   |  |                    |                    |  |
|  | Rayo Vallecano         | 2                      |                    |                    |                           |                           |   |  |                                       |                                       |   |  |                         |                         |   |  |                    |                    |  |
|  | Rayo Vallecano         | 2                      |                    | Rayo Vallecano     | 1                         |                           |   |  |                                       |                                       |   |  |                         |                         |   |  |                    |                    |  |
|  |                        |                        |                    | Rayo Vallecano     | 1                         |                           |   |  |                                       |                                       |   |  |                         |                         |   |  |                    |                    |  |
|  |                        |                        | F. C. Barcelona    | 3                  |                           |                           |   |  |                                       |                                       |   |  |                         |                         |   |  |                    |                    |  |
|  |                        |                        | F. C. Barcelona    | 3                  |                           |                           |   |  |                                       |                                       |   |  |                         |                         |   |  |                    |                    |  |
|  |                        |                        |                    |                    |                           |                           |   |  |                                       |                                       |   |  |                         |                         |   |  |                    |                    |  |
|  |                        |                        |                    |                    |                           |                           |   |  |                                       |                                       |   |  |                         |                         |   |  |                    |                    |  |
|  |                        |                        |                    |                    |                           |                           |   |  |                                       | F. C. Barcelona                       | 4 |  |                         |                         |   |  |                    |                    |  |
|  |                        |                        |                    |                    |                           |                           |   |  |                                       |                                       | 4 |  |                         |                         |   |  |                    |                    |  |
|  |                        |                        | Real Madrid C. F.  | 0                  |                           |                           |   |  |                                       |                                       |   |  |                         |                         |   |  |                    |                    |  |
|  | Granada C. F.          | 0                      | Real Madrid C. F.  | 0                  |                           |                           |   |  |                                       |                                       |   |  |                         |                         |   |  |                    |                    |  |
|  | Granada C. F.          | 0                      |                    |                    |                           |                           |   |  |                                       |                                       |   |  |                         |                         |   |  |                    |                    |  |
|  | Real Betis             | 1                      |                    |                    |                           |                           |   |  |                                       |                                       |   |  |                         |                         |   |  |                    |                    |  |
|  | Real Betis             | 1                      |                    | Real Betis         | 1                         |                           |   |  |                                       |                                       |   |  |                         |                         |   |  |                    |                    |  |
|  |                        |                        |                    | Real Betis         | 1                         |                           |   |  |                                       |                                       |   |  |                         |                         |   |  |                    |                    |  |
|  |                        |                        | Levante U. D.      | 4                  |                           |                           |   |  |                                       |                                       |   |  |                         |                         |   |  |                    |                    |  |
|  |                        |                        | Levante U. D.      | 4                  |                           |                           |   |  |                                       |                                       |   |  |                         |                         |   |  |                    |                    |  |
|  |                        |                        |                    |                    |                           |                           |   |  |                                       |                                       |   |  |                         |                         |   |  |                    |                    |  |
|  |                        |                        |                    |                    |                           |                           |   |  |                                       |                                       |   |  |                         |                         |   |  |                    |                    |  |
|  |                        |                        |                    |                    |                           | Levante U. D.             | 1 |  |                                       |                                       |   |  |                         |                         |   |  |                    |                    |  |
|  |                        |                        |                    |                    |                           |                           | 1 |  |                                       |                                       |   |  |                         |                         |   |  |                    |                    |  |
|  |                        |                        | Real Madrid C. F.  | 3                  |                           |                           |   |  |                                       |                                       |   |  |                         |                         |   |  |                    |                    |  |
|  | Alhama C. F.           | 3                      | Real Madrid C. F.  | 3                  |                           |                           |   |  |                                       |                                       |   |  |                         |                         |   |  |                    |                    |  |
|  | Alhama C. F.           | 3                      |                    |                    |                           |                           |   |  |                                       |                                       |   |  |                         |                         |   |  |                    |                    |  |
|  | S. D. Eibar            | 1                      |                    |                    |                           |                           |   |  |                                       |                                       |   |  |                         |                         |   |  |                    |                    |  |
|  | S. D. Eibar            | 1                      |                    | Alhama C. F.       | 0                         |                           |   |  |                                       |                                       |   |  |                         |                         |   |  |                    |                    |  |
|  |                        |                        |                    | Alhama C. F.       | 0                         |                           |   |  |                                       |                                       |   |  |                         |                         |   |  |                    |                    |  |
|  |                        |                        | Real Madrid C. F.  | 3                  |                           |                           |   |  |                                       |                                       |   |  |                         |                         |   |  |                    |                    |  |
|  |                        |                        | Real Madrid C. F.  | 3                  |                           |                           |   |  |                                       |                                       |   |  |                         |                         |   |  |                    |                    |  |
|  |                        |                        |                    |                    |                           |                           |   |  |                                       |                                       |   |  |                         |                         |   |  |                    |                    |  |
|  |                        |                        |                    |                    |                           |                           |   |  |                                       |                                       |   |  |                         |                         |   |  |                    |                    |  |
|  |                        |                        |                    |                    |                           |                           |   |  |                                       |                                       |   |  |                         | F. C. Barcelona         | 6 |  |                    |                    |  |
|  |                        |                        |                    |                    |                           |                           |   |  |                                       |                                       |   |  |                         |                         | 6 |  |                    |                    |  |
|  |                        |                        | Sporting de Huelva | 1                  |                           |                           |   |  |                                       |                                       |   |  |                         |                         |   |  |                    |                    |  |
|  | C. D. Juan Grande      | 0                      | Sporting de Huelva | 1                  |                           |                           |   |  |                                       |                                       |   |  |                         |                         |   |  |                    |                    |  |
|  | C. D. Juan Grande      | 0                      |                    |                    |                           |                           |   |  |                                       |                                       |   |  |                         |                         |   |  |                    |                    |  |
|  | Valencia C. F.         | 1                      |                    |                    |                           |                           |   |  |                                       |                                       |   |  |                         |                         |   |  |                    |                    |  |
|  | Valencia C. F.         | 1                      |                    | Valencia C. F.     | 0                         |                           |   |  |                                       |                                       |   |  |                         |                         |   |  |                    |                    |  |
|  |                        |                        |                    | Valencia C. F.     | 0                         |                           |   |  |                                       |                                       |   |  |                         |                         |   |  |                    |                    |  |
|  |                        |                        | U. D. G. Tenerife  | 3                  |                           |                           |   |  |                                       |                                       |   |  |                         |                         |   |  |                    |                    |  |
|  |                        |                        | U. D. G. Tenerife  | 3                  |                           |                           |   |  |                                       |                                       |   |  |                         |                         |   |  |                    |                    |  |
|  |                        |                        |                    |                    |                           |                           |   |  |                                       |                                       |   |  |                         |                         |   |  |                    |                    |  |
|  |                        |                        |                    |                    |                           |                           |   |  |                                       |                                       |   |  |                         |                         |   |  |                    |                    |  |
|  |                        |                        |                    |                    |                           | U. D. G. Tenerife         | 2 |  |                                       |                                       |   |  |                         |                         |   |  |                    |                    |  |
|  |                        |                        |                    |                    |                           |                           | 2 |  |                                       |                                       |   |  |                         |                         |   |  |                    |                    |  |
|  |                        |                        | Sevilla F. C.      | 0                  |                           |                           |   |  |                                       |                                       |   |  |                         |                         |   |  |                    |                    |  |
|  | C. D. E. Racing        | 0                      | Sevilla F. C.      | 0                  |                           |                           |   |  |                                       |                                       |   |  |                         |                         |   |  |                    |                    |  |
|  | C. D. E. Racing        | 0                      |                    |                    |                           |                           |   |  |                                       |                                       |   |  |                         |                         |   |  |                    |                    |  |
|  | Athletic Club          | 5                      |                    |                    |                           |                           |   |  |                                       |                                       |   |  |                         |                         |   |  |                    |                    |  |
|  | Athletic Club          | 5                      |                    | Athletic Club      | 0                         |                           |   |  |                                       |                                       |   |  |                         |                         |   |  |                    |                    |  |
|  |                        |                        |                    | Athletic Club      | 0                         |                           |   |  |                                       |                                       |   |  |                         |                         |   |  |                    |                    |  |
|  |                        |                        | Sevilla F. C.      | 1                  |                           |                           |   |  |                                       |                                       |   |  |                         |                         |   |  |                    |                    |  |
|  |                        |                        | Sevilla F. C.      | 1                  |                           |                           |   |  |                                       |                                       |   |  |                         |                         |   |  |                    |                    |  |
|  |                        |                        |                    |                    |                           |                           |   |  |                                       |                                       |   |  |                         |                         |   |  |                    |                    |  |
|  |                        |                        |                    |                    |                           |                           |   |  |                                       |                                       |   |  |                         |                         |   |  |                    |                    |  |
|  |                        |                        |                    |                    |                           |                           |   |  |                                       | U. D. G. Tenerife                     | 0 |  |                         |                         |   |  |                    |                    |  |
|  |                        |                        |                    |                    |                           |                           |   |  |                                       |                                       | 0 |  |                         |                         |   |  |                    |                    |  |
|  |                        |                        | Sporting de Huelva | 1                  |                           |                           |   |  |                                       |                                       |   |  |                         |                         |   |  |                    |                    |  |
|  | R. C. D. Espanyol      | 2                      | Sporting de Huelva | 1                  |                           |                           |   |  |                                       |                                       |   |  |                         |                         |   |  |                    |                    |  |
|  | R. C. D. Espanyol      | 2                      |                    |                    |                           |                           |   |  |                                       |                                       |   |  |                         |                         |   |  |                    |                    |  |
|  | Deportivo Alavés       | 0                      |                    |                    |                           |                           |   |  |                                       |                                       |   |  |                         |                         |   |  |                    |                    |  |
|  | Deportivo Alavés       | 0                      |                    | R. C. D. Espanyol  | 1                         |                           |   |  |                                       |                                       |   |  |                         |                         |   |  |                    |                    |  |
|  |                        |                        |                    | R. C. D. Espanyol  | 1                         |                           |   |  |                                       |                                       |   |  |                         |                         |   |  |                    |                    |  |
|  |                        |                        | Madrid C. F. F.    | 2                  |                           |                           |   |  |                                       |                                       |   |  |                         |                         |   |  |                    |                    |  |
|  |                        |                        | Madrid C. F. F.    | 2                  |                           |                           |   |  |                                       |                                       |   |  |                         |                         |   |  |                    |                    |  |
|  |                        |                        |                    |                    |                           |                           |   |  |                                       |                                       |   |  |                         |                         |   |  |                    |                    |  |
|  |                        |                        |                    |                    |                           |                           |   |  |                                       |                                       |   |  |                         |                         |   |  |                    |                    |  |
|  |                        |                        |                    |                    |                           | Madrid C. F.              | 1 |  |                                       |                                       |   |  |                         |                         |   |  |                    |                    |  |
|  |                        |                        |                    |                    |                           |                           | 1 |  |                                       |                                       |   |  |                         |                         |   |  |                    |                    |  |
|  |                        |                        | Sporting de Huelva | 2                  |                           |                           |   |  |                                       |                                       |   |  |                         |                         |   |  |                    |                    |  |
|  | Real Oviedo            | 1                      | Sporting de Huelva | 2                  |                           |                           |   |  |                                       |                                       |   |  |                         |                         |   |  |                    |                    |  |
|  | Real Oviedo            | 1                      |                    |                    |                           |                           |   |  |                                       |                                       |   |  |                         |                         |   |  |                    |                    |  |
|  | Sporting de Huelva     | 4                      |                    |                    |                           |                           |   |  |                                       |                                       |   |  |                         |                         |   |  |                    |                    |  |
|  | Sporting de Huelva     | 4                      |                    | Sporting de Huelva | 2                         |                           |   |  |                                       |                                       |   |  |                         |                         |   |  |                    |                    |  |
|  |                        |                        |                    | Sporting de Huelva | 2                         |                           |   |  |                                       |                                       |   |  |                         |                         |   |  |                    |                    |  |
|  |                        |                        | Atlético de Madrid | 1                  |                           |                           |   |  |                                       |                                       |   |  |                         |                         |   |  |                    |                    |  |
|  |                        |                        | Atlético de Madrid | 1                  |                           |                           |   |  |                                       |                                       |   |  |                         |                         |   |  |                    |                    |  |
|  |                        |                        |                    |                    |                           |                           |   |  |                                       |                                       |   |  |                         |                         |   |  |                    |                    |  |
|  |                        |                        |                    |                    |                           |                           |   |  |                                       |                                       |   |  |                         |                         |   |  |                    |                    |  |
|  |                        |                        |                    |                    |                           |                           |   |  |                                       |                                       |   |  |                         |                         |   |  |                    |                    |  |
|  |                        |                        |                    |                    |                           |                           |   |  |                                       |                                       |   |  |                         |                         |   |  |                    |                    |  |

### Dieciseisavos de final
Esta ronda se disputó en eliminatorias a partido único entre 16 equipos clasificados (los ocho ganadores de la segunda ronda más los equipos de la temporada pasada de la Primera División que quedaron entre el 9.º y el 14.º puesto más los dos equipos ascendidos de la Segunda División). El sorteo se celebró el 7 de enero de 2022.
| Local                        | Resultado    | Visitante          |
| ---------------------------- | ------------ | ------------------ |
| Málaga Club de Fútbol        | 0–2          | Rayo Vallecano     |
| DUX Logroño                  | 0–0 (4:5 p.) | Villarreal C. F.   |
| Alhama Club de Fútbol        | 3–1          | S. D. Eibar        |
| C. D. E Racing Féminas       | 0–5          | Athletic Club      |
| Granada Club de Fútbol       | 0–1          | Real Betis         |
| Real Club Deportivo Espanyol | 2–0          | Deportivo Alavés   |
| Club Deportivo Juan Grande   | 0–1          | Valencia C. F.     |
| Real Oviedo                  | 1–4          | Sporting de Huelva |

### Octavos de final
Esta ronda se disputó en eliminatorias a partido único entre 16 equipos clasificados (los ocho ganadores de los dieciseisavos de final más los equipos de la temporada pasada de la Primera División que quedaron entre el 1.º y el 8.º puesto). El sorteo se celebró el 11 de febrero de 2022.
| Local                        | Resultado | Visitante          |
| ---------------------------- | --------- | ------------------ |
| Real Club Deportivo Espanyol | 1–2       | Madrid C. F.       |
| Alhama Club de Fútbol        | 0–3       | Real Madrid C. F.  |
| Valencia C. F.               | 0–3       | U. D. G. Tenerife  |
| Athletic Club                | 0–1       | Sevilla F. C.      |
| Rayo Vallecano               | 1–3       | F. C. Barcelona    |
| Villarreal C. F.             | 1–2       | Real Sociedad      |
| Sporting de Huelva           | 2–1       | Atlético de Madrid |
| Real Betis                   | 1–4       | Levante U. D.      |

### Cuartos de final
Esta ronda se disputó en eliminatorias a partido único entre 8 equipos clasificados (los ocho ganadores de los octavos de final). El sorteo se celebró el 4 de marzo de 2022.
| Local            | Resultado | Visitante          |
| ---------------- | --------- | ------------------ |
| Real Sociedad    | 0–3       | F. C. Barcelona    |
| U. D. G.Tenerife | 2–0       | Sevilla F. C.      |
| Madrid C. F.     | 1–2       | Sporting de Huelva |
| Levante U. D.    | 1–3       | Real Madrid C. F.  |

### Semifinales
Las semifinales las disputaron en eliminatorias a partido único los cuatro equipos ganadores de la ronda anterior en el Estadio Santo Domingo en Alcorcón (Madrid). El sorteo se celebró el 12 de mayo de 2022.
| Local             | Resultado | Visitante          |
| ----------------- | --------- | ------------------ |
| U. D. G. Tenerife | 0–1       | Sporting de Huelva |
| F. C. Barcelona   | 4–0       | Real Madrid C. F.  |

### Final
La final la disputaron a partido único los dos equipos ganadores de las semifinales en el Estadio Santo Domingo en Alcorcón (Madrid). El sorteo se celebró el 12 de mayo de 2022.
| 29 de mayo de 2022, 11:30 | F. C. Barcelona                                                                               | 6:1 (2:0) | Sporting de Huelva | Estadio Santo Domingo, Alcorcón                                    |                                                                    |
|                           | Dolan 25' (a.g.) · Mapi León 32' · Crnogorčević 71' · Pina 80' · Martens 86' · Putellas 90+3' | Reporte   | 62' Castelló       | Asistencia: 3414 espectadores Árbitro(s): Zulema González González | Asistencia: 3414 espectadores Árbitro(s): Zulema González González |

| Bandera de Cataluña                |
| Campeón F. C. Barcelona 9.º título |